# Safdarjung Airport
Safdarjung Airport är en nedlagd flygplats i Indien.   Den ligger i distriktet New Delhi och delstaten National Capital Territory of Delhi, i den norra delen av landet, 6 km söder om huvudstaden New Delhi. Safdarjung Airport ligger 214 meter över havet.
Terrängen runt Safdarjung Airport är platt. Runt Safdarjung Airport är det mycket tätbefolkat, med 10 000 invånare per kvadratkilometer. Närmaste större samhälle är Delhi, 7,9 km norr om Safdarjung Airport. Runt Safdarjung Airport är det i huvudsak tätbebyggt.